# Jelambar
Jelambar is een kelurahan in het onderdistrict Grogol Petamburan van Jakarta Barat in het westen van de Indonesische provincie Jakarta. Jelambar telt 35.836 inwoners (volkstelling 2010).